# Unicodeblock Kurzschrift-Steuerzeichen
Der Unicodeblock Kurzschrift-Steuerzeichen (engl. Shorthand Format Controls, U+1BCA0 bis U+1BCAF) beinhaltet Steuerzeichen für die Darstellung von Kurzschriften. Den Zeichen ist keine Glyphe zugeordnet.

## Liste
| Unicodenummer    | Zeichen (400 %) | Kategorie        | Bidirektionale Klasse | Offizielle Bezeichnung              | Beschreibung                                                     |
| ---------------- | --------------- | ---------------- | --------------------- | ----------------------------------- | ---------------------------------------------------------------- |
| U+1BCA0 (113824) | <format>        | Formatierzeichen | neutrale Begrenzung   | SHORTHAND FORMAT LETTER OVERLAP     | Kurzschrift-Formatierung "überlappende Buchstaben"               |
| U+1BCA1 (113825) | <format>        | Formatierzeichen | neutrale Begrenzung   | SHORTHAND FORMAT CONTINUING OVERLAP | Kurzschrift-Formatierung "überlappende Buchstaben - Fortsetzung" |
| U+1BCA2 (113826) | <format>        | Formatierzeichen | neutrale Begrenzung   | SHORTHAND FORMAT DOWN STEP          | Kurzschrift-Formatierung "Abwärtsschritt"                        |
| U+1BCA3 (113827) | <format>        | Formatierzeichen | neutrale Begrenzung   | SHORTHAND FORMAT UP STEP            | Kurzschrift-Formatierung "Aufwärtsschritt"                       |